# Ragga jungle
Genres associés
Rub-a-dub, hip-hop raggamuffin, techno hardcore
Le ragga jungle est un genre musical apparu en Angleterre vers 1989-1990, initialement incarné par les productions de Congo Natty. Parmi les pionniers du genre, on peut aussi citer Leenie De Ice et Ragga Twins (en).

## Caractéristiques
Le ragga jungle s'est développée au Royaume-Uni vers le début des années 1990, et est l'une des premières formes les plus populaires de drum and bass, qui ne s'inspirait pas directement des clichés de la techno hardcore, et était le résultat de la popularité croissante de la drum and bass au sein des publics urbains, largement composés de descendants d'Afrique et des Caraïbes. Stylistiquement, le genre est un mélange entre raggamuffin, drum and bass et jungle.
Le terme ragga jungle correspond à deux genres distincts même si la frontière entre les deux est mince. Le premier est le dubwise drum est un genre de musique électronique s'apparentant à de la drum and bass avec une forte présence de culture reggae. Voix dancehall ou roots, reprise de riddim, breaks reggae pitché avec des effets, sirènes, samples spécifique au reggae y sont employés. Le deuxième est le ragga jungle, à proprement parler, qui est composé des mêmes éléments reggae que le dubwise. Mais la version est jungle : breaks torturés, basse lourde et sèche. Le reggae y est encore plus mis en avant que le dubwise avec des breaks reggae qui se prolongent.